# Église Saint-Pierre de Sancerre
L'église Saint-Pierre est une église catholique située sur la commune de Sancerre, dans le département du Cher, en France.

## Localisation
A noter que l'église Saint-Père-la-None, dépendant de l'abbaye de Saint-Benoît-sur-Loire mais dont il ne reste que quelques vestiges du XIIe siècle sous forme d'une porte et de chapiteaux sont rassemblés sur la place voisine .

## Historique
Elle a été initiée dès le Xe siècle par les moines de Saint-Satur.
L'édifice est classé au titre des monuments historiques en 1956.